# Cephaloleia
Cephaloleia is een geslacht van kevers uit de familie bladkevers (Chrysomelidae).
De wetenschappelijke naam van het geslacht werd in 1837 gepubliceerd door Auguste Chevrolat.

## Soorten
- Cephaloleia abdominalis Pic, 1926
- Cephaloleia adusta Uhmann, 1930
- Cephaloleia aeneipennis Baly, 1858
- Cephaloleia aequilata Uhmann, 1930
- Cephaloleia affinis Baly, 1858
- Cephaloleia alternans Waterhouse, 1881
- Cephaloleia amazona Baly, 1869
- Cephaloleia amblys Staines, 1996
- Cephaloleia antennalis Donckier, 1899
- Cephaloleia antennata Waterhouse, 1881
- Cephaloleia apicalis Baly, 1858
- Cephaloleia apicata Uhmann, 1930
- Cephaloleia apicenotata Uhmann, 1938
- Cephaloleia apicicornis Baly, 1869
- Cephaloleia applicata Pic, 1923
- Cephaloleia approximata Baly, 1869
- Cephaloleia atriceps Pic, 1926
- Cephaloleia balyi Duvivier, 1890
- Cephaloleia barroi Uhmann, 1959
- Cephaloleia basalis Pic, 1926
- Cephaloleia bella Baly, 1885
- Cephaloleia belti Baly, 1885
- Cephaloleia bicolor Uhmann, 1930
- Cephaloleia bicoloripes Pic, 1926
- Cephaloleia bifasciata Weise, 1905
- Cephaloleia bipartita Pic, 1926
- Cephaloleia bondari Monrós, 1945
- Cephaloleia brunnea Staines, 1996
- Cephaloleia bucki Uhmann, 1957
- Cephaloleia caerulenta Baly, 1875
- Cephaloleia castanea Pic, 1929
- Cephaloleia championi Baly, 1885
- Cephaloleia chevrolatii Baly, 1858
- Cephaloleia chimboana Uhmann, 1938
- Cephaloleia clarkella Baly, 1858
- Cephaloleia cognata Baly, 1869
- Cephaloleia collaris Weise, 1910
- Cephaloleia congener Baly, 1885
- Cephaloleia consanguinea Baly, 1885
- Cephaloleia convexifrons Pic, 1923
- Cephaloleia corallina Erichson, 1847
- Cephaloleia coroicoana Uhmann, 1930
- Cephaloleia costaricensis Uhmann, 1930
- Cephaloleia cyanea Staines, 1996
- Cephaloleia cylindrica Staines, 1996
- Cephaloleia daguana Uhmann, 1930
- Cephaloleia deficiens Uhmann, 1930
- Cephaloleia degandei Baly, 1858
- Cephaloleia delectabilis Staines, 1996
- Cephaloleia deplanata Uhmann, 1927
- Cephaloleia depressa Baly, 1858
- Cephaloleia deyrollei Baly, 1858
- Cephaloleia dilatata Uhmann, 1948
- Cephaloleia dilaticollis Baly, 1858
- Cephaloleia dilectans Pic, 1923
- Cephaloleia dimidiaticornis Baly, 1869
- Cephaloleia diplothemium Uhmann, 1951
- Cephaloleia discoidalis Baly, 1885
- Cephaloleia disjuncta Staines, 1998
- Cephaloleia distincta Baly, 1885
- Cephaloleia donckieri Pic, 1926
- Cephaloleia dorsalis Baly, 1885
- Cephaloleia elaeidis Maulik, 1924
- Cephaloleia elegantula Baly, 1885
- Cephaloleia emarginata Baly, 1875
- Cephaloleia emdeni Uhmann, 1930
- Cephaloleia erichsonii Baly, 1858
- Cephaloleia erugatus Staines, 1996
- Cephaloleia eumorpha Staines, 1996
- Cephaloleia exigua Uhmann, 1930
- Cephaloleia eximia Baly, 1858
- Cephaloleia facetus Staines, 1996
- Cephaloleia fasciata Weise, 1904
- Cephaloleia felix Waterhouse, 1881
- Cephaloleia fenestrata Weise, 1910
- Cephaloleia fiebrigi Uhmann, 1936
- Cephaloleia flava Uhmann, 1930
- Cephaloleia flavipennis Baly, 1869
- Cephaloleia flavovittata Baly, 1858
- Cephaloleia forestieri Pic, 1926
- Cephaloleia formosus Staines, 1996
- Cephaloleia fryella Baly, 1858
- Cephaloleia fulvicollis Weise, 1910
- Cephaloleia fulvipes Baly, 1858
- Cephaloleia fulvolimbata Baly, 1885
- Cephaloleia funesta Baly, 1858
- Cephaloleia gilvipes Uhmann, 1930
- Cephaloleia gracilis Baly, 1878
- Cephaloleia gratiosa Baly, 1858
- Cephaloleia grayei Baly, 1858
- Cephaloleia halli Uhmann, 1951
- Cephaloleia heliconiae Uhmann, 1930
- Cephaloleia histrio Guérin-Méneville, 1844
- Cephaloleia histrionica Baly, 1885
- Cephaloleia hnigrum Pic, 1923
- Cephaloleia humeralis Weise, 1910
- Cephaloleia immaculata Staines, 1996
- Cephaloleia impressa Uhmann, 1930
- Cephaloleia insidiosa Pic, 1923
- Cephaloleia instabilis Baly, 1885
- Cephaloleia interstilialis Weise, 1904
- Cephaloleia irregularis Uhmann, 1930
- Cephaloleia kolbei Weise, 1910
- Cephaloleia laeta Waterhouse, 1881
- Cephaloleia lali Uhmann
- Cephaloleia lata Baly, 1885
- Cephaloleia lateralis Baly, 1885
- Cephaloleia latipennis Pic, 1928
- Cephaloleia lepida Staines, 1996
- Cephaloleia leucoxantha Baly, 1885
- Cephaloleia linki Uhmann, 1939
- Cephaloleia lojaensis Pic, 1931
- Cephaloleia luctuosa Guérin-Méneville, 1844
- Cephaloleia luridipennis (Weise, 1905)
- Cephaloleia lydiae Uhmann, 1954
- Cephaloleia macella Pic, 1923
- Cephaloleia maculipennis Baly, 1858
- Cephaloleia marantae Uhmann, 1957
- Cephaloleia marginella Uhmann, 1930
- Cephaloleia marshalli Uhmann, 1938
- Cephaloleia mauliki Uhmann, 1930
- Cephaloleia maxima Uhmann, 1942
- Cephaloleia metallescens Baly, 1885
- Cephaloleia minasensis Pic, 1931
- Cephaloleia neglecta Weise, 1910
- Cephaloleia nevermanni Uhmann, 1930
- Cephaloleia nigriceps Baly, 1869
- Cephaloleia nigricornis (Fabricius, 1792)
- Cephaloleia nigrithorax Pic, 1930
- Cephaloleia nigropicta Baly, 1885
- Cephaloleia nitida Uhmann, 1930
- Cephaloleia nubila Weise, 1905
- Cephaloleia obsoleta Weise, 1910
- Cephaloleia opaca Baly, 1858
- Cephaloleia ornata Waterhouse, 1881
- Cephaloleia ornatrix Donckier, 1899
- Cephaloleia ornatula Donckier, 1899
- Cephaloleia palmarum Pic, 1923
- Cephaloleia parenthesis Weise, 1904
- Cephaloleia partita Weise, 1910
- Cephaloleia parvula Weise, 1910
- Cephaloleia perplexa Baly, 1885
- Cephaloleia picta Baly, 1858
- Cephaloleia placida Baly, 1885
- Cephaloleia polita Weise, 1910
- Cephaloleia postuma Weise, 1905
- Cephaloleia presignis Staines, 1996
- Cephaloleia pretiosa Baly, 1858
- Cephaloleia princeps Baly, 1858
- Cephaloleia proxima Baly, 1858
- Cephaloleia pulchella Baly, 1858
- Cephaloleia punctatissima Weise, 1910
- Cephaloleia puncticollis Baly, 1885
- Cephaloleia quadrilineata Baly, 1885
- Cephaloleia quinquemaculata Weise, 1910
- Cephaloleia recondita Pic, 1923
- Cephaloleia reventazonica Uhmann, 1930
- Cephaloleia rosenbergi Weise, 1905
- Cephaloleia rubra Staines, 1996
- Cephaloleia ruficollis Baly, 1858
- Cephaloleia rufipes Pic, 1929
- Cephaloleia sagittifera Uhmann, 1939
- Cephaloleia sallei Baly, 1858
- Cephaloleia sandersoni Staines, 1996
- Cephaloleia saundersii Baly, 1858
- Cephaloleia schmidti Uhmann, 1933
- Cephaloleia scitulus Staines, 1996
- Cephaloleia semivittata Baly, 1885
- Cephaloleia separata Baly, 1885
- Cephaloleia simoni Pic, 1934
- Cephaloleia splendida Staines, 1996
- Cephaloleia steinhousei Uhmann, 1961
- Cephaloleia stenosoma Baly, 1885
- Cephaloleia stevensi Baly, 1885
- Cephaloleia striata Weise, 1910
- Cephaloleia suaveola Baly, 1885
- Cephaloleia subdepressa Baly, 1878
- Cephaloleia succincta Guérin-Méneville, 1844
- Cephaloleia sulciceps Baly, 1885
- Cephaloleia suturalis Baly, 1885
- Cephaloleia tarsata Baly, 1858
- Cephaloleia tenella Baly, 1885
- Cephaloleia tetraspilota Guérin-Méneville, 1844
- Cephaloleia teutonica Uhmann, 1937
- Cephaloleia thiemei Weise, 1910
- Cephaloleia triangularis Staines, 1996
- Cephaloleia trilineata Uhmann, 1942
- Cephaloleia trimaculata Baly, 1858
- Cephaloleia trivittata Baly, 1885
- Cephaloleia trunctatipennis Baly, 1869
- Cephaloleia tucumana Weise, 1904
- Cephaloleia turrialbana Uhmann, 1930
- Cephaloleia uhmanni Staines, 1996
- Cephaloleia unctula Pic, 1923
- Cephaloleia uniguttata Pic, 1926
- Cephaloleia vagelineata Pic, 1926
- Cephaloleia variabilis Staines, 1996
- Cephaloleia vicina Baly, 1858
- Cephaloleia viridis Pic, 1931
- Cephaloleia vittata Staines, 1996
- Cephaloleia vittipennis Weise, 1910
- Cephaloleia waterhousei Baly, 1858
- Cephaloleia weisei Staines, 1996
- Cephaloleia whitei Baly, 1858
- Cephaloleia zikani Uhmann, 1935